# Birngarten
Der Birngarten (chinesisch 梨園 / 梨园, Pinyin Liyuan) war die erste Akademie für Theater, Schauspiel und Musik in China. Sie wurde während der Tang-Dynastie von Kaiser Xuanzong (712–755) gegründet. Noch heute nennen sich Schauspieler im Reich der Mitte auch „Schüler des Birngartens“.

## Weblink
- Birnengarten (Pear Garden). Encyclopædia Britannica. Abgerufen am 8. Oktober 2019 (englisch).